# Movimiento Democrático de Barbuda
El Partido Nacional de Antigua fue un partido político en Antigua y Barbuda. Las elecciones generales en las que participó fueron las de 1960 y 1989, pero en ambas ocasiones recibió menos de 160 votos y no obtuvo ningún.